# Caprimulgus poliocephalus
Caprimulgus poliocephalus là một loài chim trong họ Caprimulgidae.